# 马来西亚高等法院
马来西亚高等法院（英語：High Court of Malaysia）是马来西亚第三级别的法院，位于联邦法院和上诉法院之后。马来西亚联邦宪法第121条规定应有两个高等法院，拥有同等的管辖权和地位，分别为马来亚高等法院和沙巴及砂拉越高等法院（1994年前为婆罗洲高等法院）。1969年之前，新加坡高等法院也是马来西亚司法机构的一部分（见新加坡法律）。
马来亚高等法院主要注册地设于吉隆坡，其他注册地则设于半岛各州；沙巴及砂拉越高等法院的主要注册地则设于古晋，其他注册地设于沙巴和砂拉越各地。全马13州共设有22个高等法院注册地。 两个高等法院还会巡回到其他较小城市。
两个高等法院、上诉法院和联邦法院被划分为高等法院，推事庭和地方法院则被划分为下级法院。高等法院既是初审法院，也是上诉法院，各由一名大法官领导。马来亚高等法院大法官和沙巴及砂拉越高等法院大法官是马来西亚司法体系的第三和第四高职，位于联邦首席大法官（1994年前为最高法院主席）和上诉法院主席之后。

## 高等法院注册地
马来西亚半岛所有高等法院注册地和下级法院，包括吉隆坡联邦直辖区和布城联邦直辖区的法院，均属于马来亚高等法院的管辖范围。类似的，东马来西亚的所有法院，包括纳闽联邦直辖区的法院，均属于沙巴及砂拉越高等法院的管辖范围。

## 历任大法官

### 新加坡州
1965年，马来西亚首相东姑阿都拉曼在马来西亚国会通过紧急动议将新加坡州逐出马来西亚联邦。同年8月9日，新加坡独立建国。然而新加坡被逐出马来西亚联邦后的往后四年内，新加坡高等法院仍然是马来西亚联邦法院结构的一部分，新加坡高等法院所作出的裁决依然可在马来西亚联邦法院进行上诉。直到1969年，新加坡国会颁布了《1969年最高法院司法法令》（Supreme Court of Judicature Act 1969）来规范新加坡的司法系统。自此，新加坡高等法院不再隶属于马来西亚联邦法院。1970年1月9日，新加坡高等法院改组为新加坡最高法院。
| 职位                     | 头衔   | 法官   | 任期           |
| ------------------------ | ------ | ------ | -------------- |
| 新加坡高等法院首席大法官 | 丹斯里 | 黄宗仁 | 1963年－1969年 |